# Johann Georg Bachmann

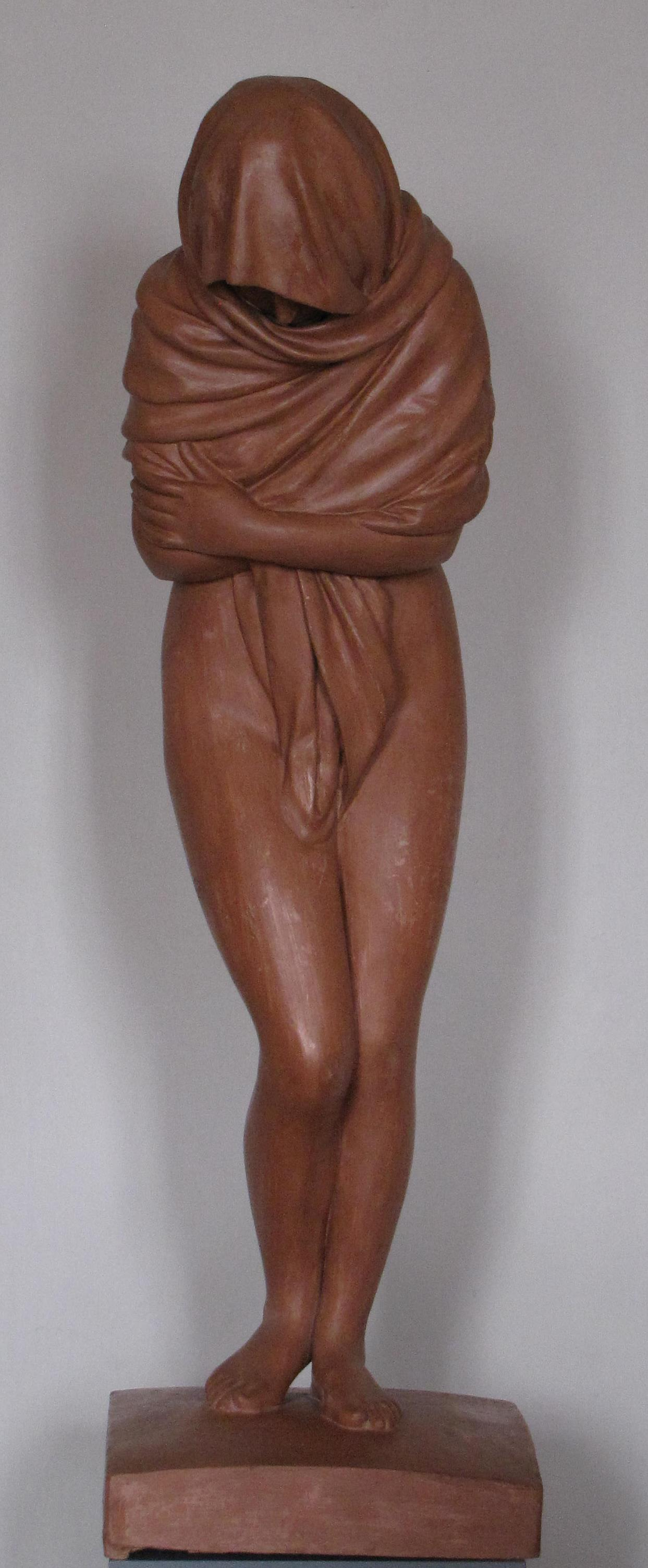
Papiermachéversion der Frierenden von Jean-Antoine Houdon

Johann Georg Bachmann (* um 1738; † 28. Mai 1816 in Ludwigslust) war der Erfinder des „Ludwigsluster Cartons“, einer wetterbeständigen Form des Papiermachés.

## Leben
Bachmann war Lakai in Ludwigslust. Um die Mitte des 18. Jahrhunderts meldete er dem Herzog Friedrich von Mecklenburg, er habe einen neuen Werkstoff erfunden, den er weiter zu erproben wünsche. Der Herzog ermöglichte Bachmann weitere Versuche.
Papiermaché an sich war keine neue Erfindung; es war in Europa schon seit dem 15. Jahrhundert bekannt und zur Zeit Bachmanns als Werkstoff beliebt. Genutzt wurde es etwa für Gegenstände, die mit Lackmalerei verziert wurden. Bachmann hatte jedoch einen Weg gefunden, den Stoff feuchtigkeits- und witterungsbeständig zu machen, so dass sogar der Park des Schlosses Ludwigslust mit Büsten ausgestattet werden konnte, die aus Papiermaché hergestellt waren: 1766 konnte sich der Engländer Thomas Nugent davon überzeugen, dass der Schmuck des Parks nicht aus Stein oder ähnlichem Material bestand. Bachmann arbeitete wohl nicht nur mit Lack, sondern auch mit Öl und Harz, um das in Schichttechnik verarbeitete Papiermaché zu konservieren. Er hütete das Geheimnis seiner Rezeptur und seines Vorgehens: Weder hielt er es schriftlich fest noch gestattete er, dass jemand den gesamten Fertigungsprozess beobachtete. Für jeden einzelnen Arbeitsschritt zog er andere Arbeitskräfte heran. Spionage wurde bestraft. Auch im Nachhinein lässt sich anhand der erhaltenen Werke nicht mehr genau rekonstruieren, wie das Papier behandelt wurde. Die Untersuchung eines Produkts aus Bachmanns Fabrique ergab immerhin, dass das Papier in etwa 7 Millimeter dicken Schichten und in rechteckigen Stücken, die etwa 3 mal 4 Zentimeter groß waren, verarbeitet wurde.
Bachmann wurde 1777 Aufseher und 1786 „Inspector“ in der Carton-Fabrique. 1806 erhielt er das Gebäude, in dem sie sich befand, geschenkt. Der Bau wurde später als Rathaus genutzt.

## Produkte
Johann Georg Bachmanns Entdeckung führte dazu, dass in Ludwigslust zahlreiche Ornamente für Räume und Möbel aus Papiermaché statt aus hochwertigen Stoffen hergestellt wurden. Der gesamte Raumschmuck des Goldenen Saals etwa bis hin zu den Wandleuchtern besteht aus diesem Material. Etwa ab 1780 ging man verstärkt zur Herstellung von Büsten und Statuen über, die nicht an den Bau gebunden waren, den sie schmückten.

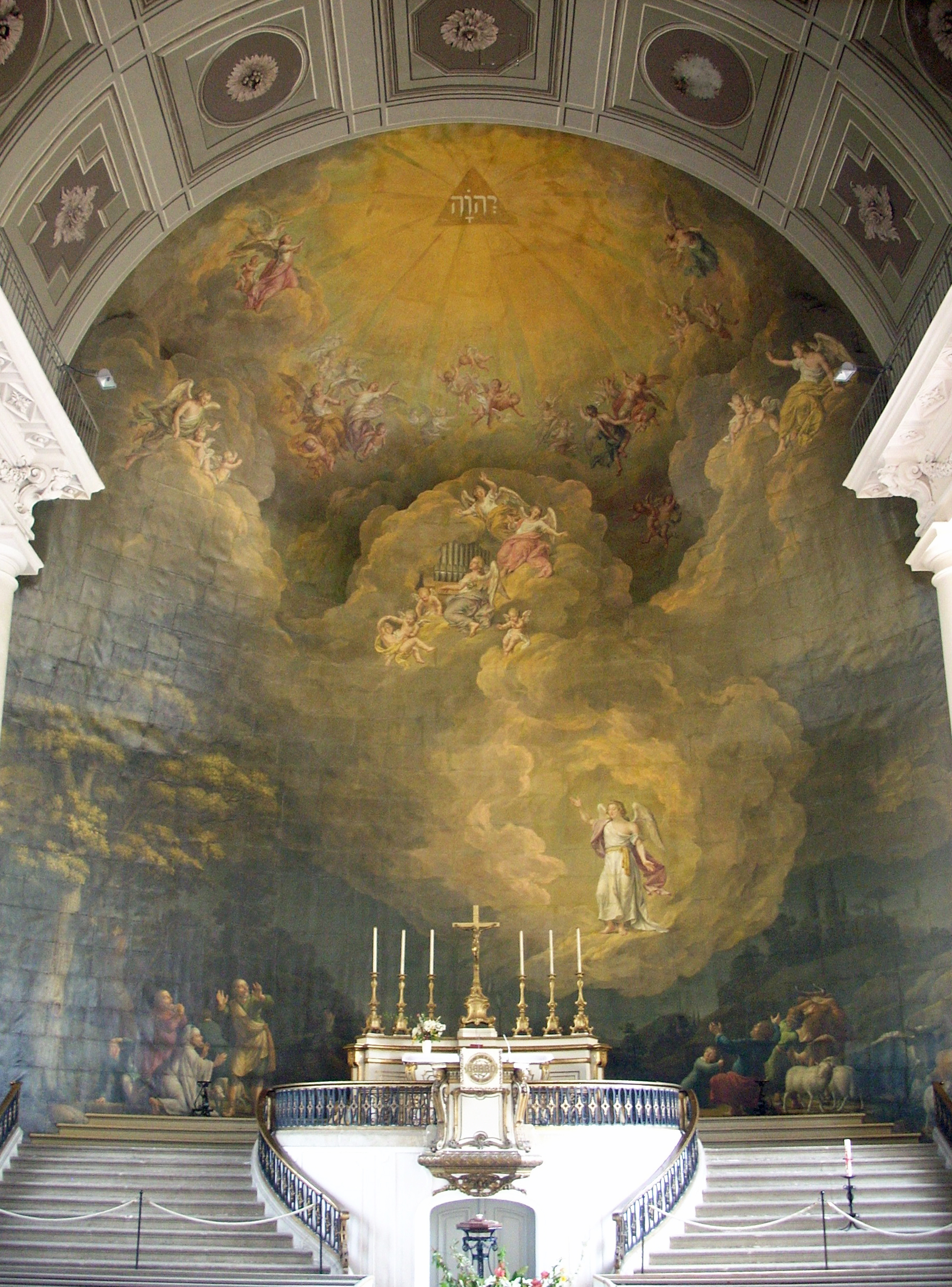
Schlosskirche Ludwigslust mit Monumentalgemälde

Nicht nur das Schloss des Herzogs Friedrich wurde mit Papiermachéschmuck ausgestattet; auch in der Schlosskirche findet sich dieser Werkstoff wieder. Das monumentale Wandgemälde im Chor der Kirche besteht aus zahlreichen Papiermachébögen.
Die Formen und Modelle für Kapitelle, Zierleisten etc., die im Schloss gebraucht wurden, entwarfen die Hofbildhauer Christian Ludwig Sievert und Rudolph Kaplunger. Handwerker und Tagelöhner waren dann für die Abformungen mit der Papiermasse zuständig.
Allerdings beschränkte man sich bald nicht mehr auf die Produktion für den Eigenbedarf, sondern vertrieb unter anderem Prunkvasen, Tafelaufsätze und ganze Möbel aus Papiermaché. Sie wurden unter anderem im Journal des Luxus und der Moden angepriesen. Porträtbüsten berühmter Zeitgenossen, deren Urbilder von auswärtigen Künstlern wie Gottfried Schadow stammten und abgeformt wurden, sowie Tierfiguren und Baumstücke, die als Tafelaufsätze verwendet wurden, wurden ebenso verkauft wie Kirchenschmuck. In der Schweriner Domkirche etwa befindet sich ein beinahe zwei Meter hoher Obelisk mit Christogramm als Altaraufsatz, in dessen Innerem 1996 ein Zettel entdeckt wurde, auf dem Johann Georg Bachmann notiert hat, dass er sechs Altarleuchter und ein Kreuz im Jahr 1802 angefertigt hat. Ähnliche Ausstattungsstücke finden sich auch in der Schlosskirche von Ludwigslust.
Die Büsten und Statuen, die in Ludwigslust abgeformt und vervielfältigt wurden, bezog Bachmann unter anderem in der Rostischen Kunsthandlung in Leipzig und bei dem Gipsgießer Dominicus Seewaldt in Berlin. Sie wurden vorzugsweise von Johann (dem „jüngeren Bachmann“) und Christian Bachmann abgeformt. Christian Bachmann war der Nachfolger Sieverts als Hofbildhauer. Koloriert wurden insbesondere die Tier- und Baumstücke. Hierzu wurden Johann Heinrich Suhrlandt und ein Maler Richardt herangezogen.
Die ältesten erhaltenen Produktions- und Verkaufsverzeichnisse der Carton-Fabrique stammen aus dem Jahr 1783. Dort sind 22 verschiedene Büsten aufgeführt, 14 davon stellten Personen aus der Antike dar. Daneben waren Madonnen, ein Petrus, Kinderköpfe und Porträts von Isaac Newton und John Dryden im Angebot. Im Jahr darauf wurden Lavater und Lessing in das Programm mit aufgenommen, später auch diverse zeitgenössische Herrscher und weitere Berühmtheiten. 1791 etwa kam eine Büste Benjamin Franklins hinzu, der im Jahr zuvor gestorben war. 1799 kaufte Bachmann bei dem Gipsgießer Künckler in Braunschweig eine Napoleon- und eine Nelsonbüste zur Abformung - Bonaparte in Papiermaché wurde im Jahr 1800 sieben Mal verkauft. Ganzkörperfiguren kamen mit Ausnahme einiger allegorischer Darstellungen erst nach dem Tod des frommen Landesherrn zum Verkauf, z. B. die Mediceische Venus, eine nackte weibliche Figur, die aus dem Bad kommt, und ein Faun mit Flöte. Die große Zeit der Tierfiguren begann 1787, die Baumstücke wurden 1788 ins Programm aufgenommen. Die Überreste eines dieser Baumstücke befinden sich seit 1920 im Staatlichen Museum Schwerin. Erhalten geblieben ist ein Hirte, der sich an eine Baumruine anlehnt, mit einem stehenden Ochsen und einer liegenden Kuh. Ursprünglich gehörten zu dieser Gruppe noch eine stehende Kuh und ein Hund, dazu ein Tablett mit Spiegelglas auf Krallenfüßen. Entworfen wurde diese Gruppe von Sievert.
Die Ludwigsluster Carton-Fabrique florierte bis ins 19. Jahrhundert. Sie wurde ab 1773 mit altem Aktenmaterial aus den herzoglichen Schreib- und Steuerstuben beliefert, dessen Inhalte auf den Rück- und Innenseiten der Papiermachéprodukte noch abgelesen werden können. Etwa ab 1808 setzte allerdings der Niedergang ein; kostbarere Materialien kamen wieder stärker in Mode. 1835 wurde die Produktion in der Carton-Fabrique eingestellt. 1837 verlegte der Großherzog Paul Friedrich die Residenz wieder nach Schwerin zurück.